# كادزماسا تاكاجي
كادزماسا تاكاجي (باليابانية: 高木 和正) (مواليد 17 ديسمبر 1984)، هو لاعب كرة قدم ياباني سابق كان يلعب كلاعب وسط.

## وصلات خارجية
- كادزماسا تاكاجي على موقع رابطة كرة القدم اليابانية للمحترفين (اليابانية)
- كادزماسا تاكاجي على موقع قاعدة بيانات كرة القدم.إي يو (الإنجليزية)
- كادزماسا تاكاجي على موقع Soccerway.com (الإنجليزية)
- كادزماسا تاكاجي على موقع عالم كرة القدم.نت (الإنجليزية)